# Mammas Don't Let Your Babies Grow Up to Be Cowboys
"Mammas Don't Let Your Babies Grow Up to Be Cowboys" är en countrylåt som ursprungligen spelades in av Ed Bruce, efter att ha skrivits av honom och Patsy Bruce. Hans version låg 1976 även på hans självbetitlade album hos United Artists Records. Under sent 1975–tidigt 1976, nådde Ed Bruce version topplaceringen #15 på Hot Country Singles-listan.

## Listplaceringar
| Lista (1975–1976)                   | Topplacering |
| ----------------------------------- | ------------ |
| Kanada RPM Country Tracks)          | 36           |
| USA (Billboard Hot Country Singles) | 15           |

## Waylon Jennings/Willie Nelsons version
Waylon Jennings och Willie Nelson gjorde en cover på låten 1978 på duettalbumet Waylon & Willie. Denna version toppade den amerikanska countrylistan i mars 1978, under totalt fyra veckor. Den nådde också topplaceringen #42 på Billboard Hot 100, och vann 1979 priset Grammy Award for Best Country Performance by a Duo or Group with Vocal.

### Listplaceringar
| Lista (1978)                                   | Topplacering |
| ---------------------------------------------- | ------------ |
| Kanada ( RPM Country Tracks)                   | 1            |
| Kanada (RPM Top Singles)                       | 57           |
| Kanada (RPM Adult Contemporary Tracks)         | 42           |
| USA (Billboard Hot Country Singles)            | 1            |
| USA (Billboard Hot 100)                        | 42           |
| USA (Billboard Hot Adult Contemporary Singles) | 33           |

## Gibson/Miller Bands version
1994 tolkades låten av Gibson/Miller Band på albumet Red, White and Blue Collar. Denna version nådde topplaceringen #49 på Hot Country Songs-listan, och var filmmusik i The Cowboy Way. Den var också med på bandets andra och sista studioalbum, Red, White and Blue Collar.

### Listplaceringar
| Lista (1994)                                  | Topplacering |
| --------------------------------------------- | ------------ |
| Kanada ( RPM Country Tracks)                  | 71           |
| USA ( Billboard Hot Country Singles & Tracks) | 49           |

## Andra coverversioner
Med text på svenska av Björn Håkanson som "Mamma låt inte din grabb växa upp till en cowboy", spelades låten in och gavs ut 1982 av Örjan Englund och Mats Rådberg.

### Fotnoter
1. ↑  Whitburn, Joel (2008). Hot Country Songs 1944 to 2008. Record Research, Inc. sid. 67. ISBN 0-89820-177-2
2. ↑  Whitburn, p. 209
3. ↑  Whitburn, p. 159
4. ↑  ”Svensk mediedatabas”. http://smdb.kb.se/catalog/id/001882852. Läst 25 maj 2011.
5. ↑  ”Svensk mediedatabas”. http://smdb.kb.se/catalog/id/001882878. Läst 25 maj 2011.